# Roger Marshall
Pour les articles homonymes, voir Marshall.
Roger Marshall, né le 9 août 1960 à El Dorado (Kansas), est un homme politique américain. Membre du Parti républicain, il est élu du Kansas à la Chambre des représentants des États-Unis de 2017 à 2021 puis au Sénat des États-Unis depuis 2021.

## Biographie

### Études et carrière professionnelle
Roger Marshall fait des études de sciences puis de médecine au Butler Community College d'El Dorado, dont il est diplômé en 1980, puis à l'université d'État du Kansas et à l'université du Kansas, où il obtient son doctorat en 1987.
Il devient gynécologue obstétrique. De 1984 à 1991, il est également réserviste dans l'armée américaine.

### Représentant des États-Unis

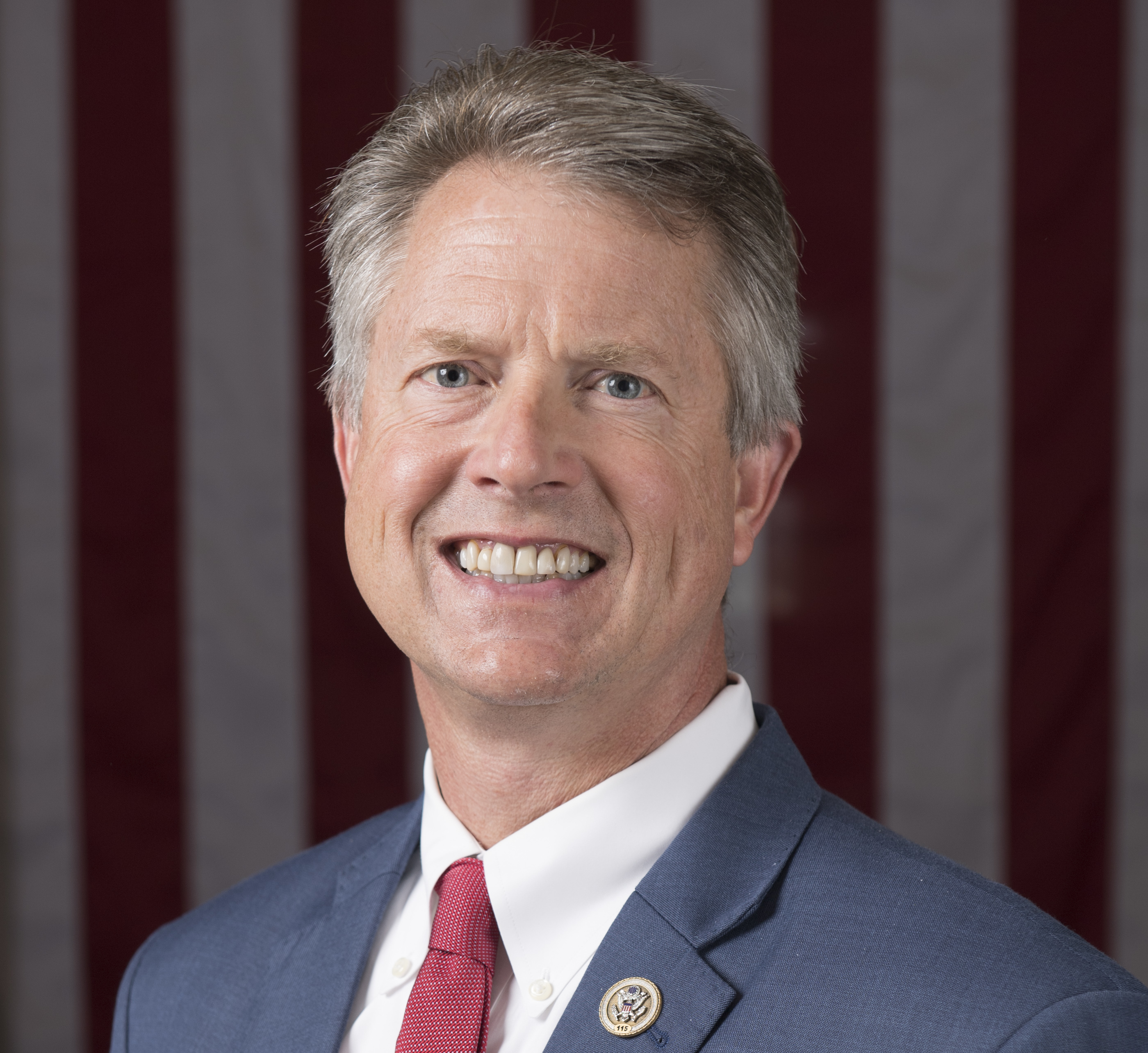
Portrait officiel de Roger Marshall (2017).

En 2016, il se présente à la Chambre des représentants des États-Unis dans le 1er district congressionnel du Kansas, incluant l'ouest et le centre de l'État. Il est candidat face au républicain sortant Tim Huelskamp, situé à la droite du Parti républicain. Marshall est notamment soutenu par le lobby agricole et la Chambre de commerce des États-Unis face à Huelskamp, qui perd son siège au sein de la commission sur l'agriculture en raison de ses conflits avec John Boehner, président de la Chambre des représentants. Dans cette circonscription rurale, Marshall remporte cependant la primaire républicaine en battant Huelskamp de treize points de pourcentage. Le 8 novembre, il est élu représentant avec 66 % des voix face à l'indépendant conservateur Alan LaPolice.
À la Chambre, il est membre de la commission sur l'agriculture. Il est réélu avec 68 % des suffrages en 2018, battant à nouveau LaPolice qui se présentait cette fois sous les couleurs démocrates.

### Sénateur des États-Unis
En septembre 2019, il annonce sa candidature aux élections sénatoriales de 2020 pour succéder à Pat Roberts. Ce dernier lui apporte son soutien avant la primaire républicaine d'août 2020, lors de laquelle il affronte notamment Kris Kobach, ancien secrétaire d'État du Kansas (2011-2019) investi pour le poste de gouverneur du Kansas à l'occasion des élections de 2018 mais battu par Laura Kelly, candidate du Parti démocrate. Roger Marshall remporte la primaire républicaine en devançant largement Kris Koback (40,3 % contre 26,1 %). Sa victoire rassure les cadres du parti, qui voient en Kobach un candidat peu rassembleur,. Le président Donald Trump, resté neutre jusque-là, annonce son soutien à Marshall.
Il affronte en novembre 2020 Barbara Bollier, candidate des démocrates et ancienne républicaine, élue au Sénat du Kansas depuis 2017 et auparavant à la Chambre des représentants du Kansas à partir de 2010. Bien que Marshall soit donné favori dans cet État conservateur, il ne dispose que d'une faible avance sur Bollier dans les intentions de vote,. Finalement, il est élu assez confortablement avec 53,2 % des voix contre 41,8 % pour Bollier.
Le 6 janvier 2021, son premier discours au Sénat conteste la certification des résultats de l'élection présidentielle et ainsi l'élection de Joe Biden. Cette position, minoritaire parmi les sénateurs républicains, le distingue de la direction du groupe républicain au Sénat, qui l'avait activement soutenu lors de son élection.